# Every One of Us
| Оценки критиков | Оценки критиков |
| Источник        | Оценка          |
| --------------- | --------------- |
| Allmusic        | [ 1 ]           |

Every One of Us — студийный альбом группы Eric Burdon & The Animals, выпущенный в 1968 году на лейбле MGM Records.

## Об альбоме
Пластинка была выпущена только в США и сумела достичь 152 места в чарте The Billboard 200. Несмотря на то, что альбом не произвел ни одного хит-сингла, рецензент Allmusic Брюс Эдер назвал релиз «хорошим психоделически-блюзовым альбомом с отличной музыкальностью (англ. good psychedelic blues album, filled with excellent musicianship)».
На момент выпуска альбома в августе 1968 года Дэнни Маккаллох и Вик Бриггс были уволены из группы, а Эрик Бёрдон искал музыкантов на замену. В отличие от двух предыдущих альбомов, в которых авторство песен зачислялось всем участникам группы, Every One of Us — это, прежде всего, композиции, авторство которых принадлежат исключительно Эрику Бёрдону.

## Список композиций
Автор всех песен — Эрик Бёрдон, за исключением отмеченных.

### Сторона 1
1. «White Houses[англ.]» (4:43)
2. «Uppers and Downers» (0:24)
3. «Serenade to a Sweet Lady» (Джон Вейдер) (6:17)
4. «The Immigrant Lad» (6:15)
5. «Year of the Guru» (5:25)

### Сторона 2
1. «St. James Infirmary[англ.]» (Традиционная. Аранжировки Эрика Бёрдона) (4:15)
2. «New York 1963-America 1968» (Эрик Бёрдон, Зут Мани) (19:00)

## Участники записи
- Эрик Бёрдон — вокал
- Вик Бриггс — гитара, бас-гитара
- Джон Вейдер — гитара
- Дэнни Маккаллох — бас-гитара, 12-струнная гитара, вокал
- Зут Мани (на обложке альбома указан как Джордж Бруно) — орган Хаммонда, фортепиано, вокал
- Барри Дженкинс — ударные[1]